# Johann Philipp von Schönborn
Johann Philipp von Schönborn, född 1605 i Weilmünster, död 1673 i Würzburg, var en tysk kyrko- och statsman.
Han var ärkebiskop och kurfurste av Mainz från 1647, samt biskop av Würzburg (från 1642) och Worms från 1663. Som ärkebiskop av Mainz var han även Tysklands ärkekansler och dess främste kyrkliga företrädare, Primas Germaniae.

## Biografi
Johann Philipp von Schönborn var drivande i bildandet av Rhenförbundet 1658, vilket bildades av ett antal tyska stater för att efter Westfaliska freden bevaka sin nyvunna ökade självständighet gentemot den Habsburgske kejsaren. Även Frankrike deltog, som en garant för de tyska småstaternas självständighet, samtidigt som dessa bildade en buffert för Frankrike gentemot den tyske kejsaren.
von Schönborn var en av dem som motsatte sig de då inte så ovanliga Häxprocesserna i Europa, och sägs ha förbjudit sådana omedelbart i de områden han styrde över.